# Sidi Slimane (Marruecos)
Sidi Slimane (en árabe: سيدي سليمان [Sidi slimān]) es una ciudad en el noroeste de Marruecos. Con una población de 84.709 habitantes y 150.000 habitantes (con el casco urbano), se encuentra a unos 60 km de la ciudad portuaria de Kenitra), en la provincia de Sidi Slimane de reciente creación en la región de Rabat-Salé-Kenitra.
A orillas del Oued Beht, un afluente del río Sebu, la pequeña ciudad es un centro agrícola muy importante de la rica llanura de Gharb, que produce y exporta cítricos, cereales, remolachas y diversas hortalizas.
Las ciudades cercanas son Sidi Kacem al este, Mequinez al sureste, Jemisset al sur, Sidi Yahya El Gharb y Kenitra al oeste y Mechra Bel Ksiri, Souk El Arbaa y Uezán al norte.
La localidad está próxima a la Base Aérea de Sidi Slimane, que sirve a la Real Fuerza Aérea de Marruecos.
Durante la colonización francesa, Sidi Slimane fue llamado "Le Petit Paris". Los pintores Hans Kleiss e Yvonne Kleiss-Herzig se establecieron allí.